# Stora Acktjärnen (Svärdsjö socken, Dalarna)
Stora Acktjärnen är en sjö i Falu kommun i Dalarna och ingår i Gavleåns huvudavrinningsområde. Sjön är 6 meter djup, har en yta på 0,302 kvadratkilometer och befinner sig 387,3 meter över havet. Vid provfiske har abborre och öring fångats i sjön.

## Delavrinningsområde
Stora Acktjärnen ingår i det delavrinningsområde (675118-150712) som SMHI kallar för Utloppet av Stora Acktjärnen. Medelhöjden är 396 meter över havet och ytan är 1,32 kvadratkilometer. Det finns inga avrinningsområden uppströms utan avrinningsområdet är högsta punkten. Vattendraget som avvattnar avrinningsområdet har biflödesordning 2, vilket innebär att vattnet flödar genom totalt 2 vattendrag innan det når havet efter 129 kilometer. Avrinningsområdet består mestadels av skog (76 procent). Avrinningsområdet har 0,3 kvadratkilometer vattenytor vilket ger det en sjöprocent på 22,9 procent.